# Root.cz
Root.cz – czeski portal internetowy poświęcony zagadnieniom ze świata Linuksa, wolnego oprogramowania i szeroko rozumianej techniki.
Został założony w 1999 roku jako pierwszy w kraju serwis informacyjny poświęcony rodzinie systemów Linux. W 2004 roku witrynę odwiedzało w ciągu miesiąca ponad 50 tys. unikalnych użytkowników.
Powstał pod skrzydłami firmy 4Web (należącej do Tomáša Krause i Michala Krause), która w 2002 roku połączyła się z przedsiębiorstwem Internet Info.
Według stanu na 2021 rok funkcję redaktora naczelnego pełni Petr Krčmář.